# Виктория (футбольный клуб, Назарово)
«Виктория» — российский футбольный клуб из города Назарово, Красноярский край. Основан в 1994 году. Лучшее достижение в первенстве России — 3 место в зоне «Восток» второй лиги в 1996 году.

## История
В сезоне 1994 года, приняв участие в турнире КФК зоны «Сибирь» и выиграв его, команда из небольшого городка, расположенного в Красноярском крае и поддерживаемая известным земляком, российским общественным политическим деятелем, авторитетным предпринимателем Анатолием Петровичем Быковым, завоевала путевку во 2-ю лигу российского чемпионата. За четыре проведенных сезона в лиге команда зарекомендовала себя с хорошей стороны, уже на второй год своего пребывания в профессиональном футболе завоевав 3-е место в зональном турнире сезона 1996 года. Приняв участие в чемпионате России среди команд 2-го дивизиона зоны «Восток» в 1998 году, клуб отказался от участия в сезоне 1999 года.

## Клубные цвета и форма
Начиная с года своего дебюта (1995 г) в профессиональном футболе назаровская «Виктория» выступала в форме жёлтого цвета. Второй комплект формы был: синие футболки с белыми трусами и белыми гетрами.

## Стадион
Домашние матчи проводил на стадионе «Шахтер», ул. Парковая 35А.

## Результаты выступлений
| Первенство страны | Первенство страны             | Первенство страны | Первенство страны | Первенство страны | Первенство страны | Первенство страны | Первенство страны | Первенство страны | Первенство страны     | Первенство страны |
| Сезон             | Турнир                        | И                 | В                 | Н                 | П                 | РМ                | О                 | М                 | Тренер                | Бомбардир         |
| ----------------- | ----------------------------- | ----------------- | ----------------- | ----------------- | ----------------- | ----------------- | ----------------- | ----------------- | --------------------- | ----------------- |
| 1994              | ЛФК, зона Сибирь              | 14                | 10                | 1                 | 3                 | 26-11             | 21                | 1                 |                       | Агеев (14)        |
| 1995              | Вторая лига, зона Восток      | 34                | 13                | 5                 | 16                | 54-40             | 44                | 13                | Камалтынов            | Агеев (18)        |
| 1996              | Вторая лига, зона Восток      | 30                | 18                | 2                 | 10                | 54-37             | 56                | 3                 | Путинцев              |                   |
| 1997              | Вторая лига, зона Восток      | 34                | 15                | 5                 | 14                | 46-45             | 50                | 10                | Путинцев              | Яркин (21)        |
| 1998              | Второй дивизион, зона Восток  | 30                | 8                 | 9                 | 13                | 30-41             | 33                | 12                | Кишиневский, Николаев |                   |
| Кубок страны      |                               |                   |                   |                   |                   |                   |                   |                   |                       |                   |
| Год               | Турнир                        | И                 | В                 | Н                 | П                 | РМ                | Стадия            |                   |                       |                   |
| 1996/1997         | Кубок России                  | 2                 | 1                 | 0                 | 1                 | 6-5               | 1/128 финала      |                   |                       |                   |
| 1997/1998         | Кубок России                  | 1                 | 0                 | 0                 | 1                 | 2-3               | 1/256 финала      |                   |                       |                   |
| 1998/1999         | Кубок России                  | 1                 | 0                 | 0                 | 1                 | 0-1               | 1/128 финала      |                   |                       |                   |
| Кубок КФК         |                               |                   |                   |                   |                   |                   |                   |                   |                       |                   |
| Год               | Турнир                        | И                 | В                 | Н                 | П                 | РМ                | Стадия            |                   |                       |                   |
| 1994              | Кубок России КФК, зона Сибирь | 6                 | 4                 | 2                 | 0                 | 10-2              | Победитель        |                   |                       |                   |

### Первенство Красноярского края
| ГОД  | НАИМЕН.ТУРНИРА | ЧК | И  | В | Н | П  | МЯЧИ  | О | М  | ГЛ.ТРЕНЕР | БОМБАРДИР | ПРИМЕЧАНИЕ       |
| ---- | -------------- | -- | -- | - | - | -- | ----- | - | -- | --------- | --------- | ---------------- |
| 1994 | 1-я группа     |    |    |   |   |    |       |   | 1  |           |           | «Виктория»       |
| 1996 | 1-я группа     | 10 | 18 | 2 | 0 | 16 | 16-56 | 6 | 10 |           |           | «Виктория-дубль» |

## Достижения
- Чемпион Красноярского края 1994
- 1-е место среди команд КФК, зоны «Сибирь» 1994
- Обладатель кубка Сибири, КФК 1994
- 3-е место во 2-й лиге, зоне «Сибирь» 1996

## Персоналии
За назаровский клуб в разные годы играли бывший главный тренер ФК «Енисей» Алексей Ивахов, бывший главный тренер ФК «Крылья Советов» Владимир Кухлевский, а главным тренером в 1998 году был экс-наставник красноярского «Металлурга» Александр Кишиневский.